# Списак ликова серије Симпсонови

Листа која следи је листа свих ликова америчке анимиране серије Симпсонови.

## Породица Симпсон
- Хомер Џеј Симпсон, отац
- Марџори „Марџ“ Симпсон (девојачко презиме Бувије), мајка
- Бартоломју Џоџо „Барт“ Симпсон, син
- Лиса Мари Симпсон, кћерка
- Маргарет „Меги“ Симпсон, кћерка

### Чланови фамилије Симпсон
- Абрахам Џебедаја Симпсон ll, Хомеров отац
- Мона Пенелопа Симпсон, Хомерова мајка
- Џеклин Емили Бувије, Марџорина мајка
- Кленси Бувије, Марџорин отац,
- Петриша Малифицент Бувије, Марџорина сестра, такође Селмина сестра близнакиња
- Селма Бувије, Марџорина сестра, Патришина сестра близнакиња
- Џаб-џаб, Селмина игуана
- Линг Бувије, Селмина ћерка
- Еби Симпсон, Хомерова полусестра
- Херберт Ентони Пауел, Хомеров полубрат
- Гледис Бувије, Марџорина тетка
- Амбер Симпсон, Хомерова жена из Лас Вегаса
- Орвил Симпсон, Хомеров деда
- Меги Јуниор, Мегина кћерка
- Ујак Артур, Марџорин брат
- Теча Хуберт, рођак Симпсонових
- Теча Тајрон, Хомеров теча који живи у Дејтону, Охајо
- Праујак Сајрус, старији брат Абрахама Симпсона
- Пратетка Хортенс, једна од пратетки Марџори Симпсон

## Породица Фландерс
- Недвард „Нед“ Фландерс, отац
- Мод Фландерс, мајка
- Родни Фландерс, син
- Тод Фландерс, син
- Бака Фландерс

## Породица Ван Хаутен
- Кирк Ван Хаутен, Милхаусов отац, супруг Луен
- Луан Ван Хаутен, Милхаусова мајка, супруга Кирка
- Милхаус Ван Хаутен, син, Бартов најбољи друг
- Бака Ван Хаутен, Киркова мајка и Милхаусова баба
- Дека Ван Хаутен, Кирков отац, разведен од супруге, Милхаусобе бабе
- Софи, Милхаусова баба која живи у Италији
- Бастардо, Милхаусов теча, Софијин син
- Пајро, амерички гладијатор, бивши дечко Луан, Милхаусове мајке

## Породица Принс
- Мартин Принс Јр. (син)
- Мартин Принс Ср. (отац)
- Мис Принс (мајка)